# Stelzersklingenbach
Der Stelzersklingenbach ist ein über zwei Kilometer langer Bach im nördlichen Baden-Württemberg, der vor dem Dorf Ernsbach der Kleinstadt Forchtenberg im Hohenlohekreis von rechts und Nordnordwesten in den unteren Kocher mündet.

## Geographie

### Verlauf
Der Stelzersklingenbach entsteht etwa 600 Meter südöstlich des Neu- und etwa 500 Meter nördlich des Spitzenhofs der Gemeinde Schöntal auf etwa 329 m ü. NHN an der Grenze zweier Äcker, die zugleich Grenze zwischen Schöntal im Hohenlohekreis im Osten und dem Gemeindegebiet von Jagsthausen im Landkreis Heilbronn ist. Der Grabenlauf zieht zunächst südwärts und wechselt schon nach 50 Metern ins Innere der Schöntaler Gemarkung. Die Bachmulde senkt sich ein, wird von der Straße Spitzenhof–Eichelshof gequert, und läuft dann nach etwa 500 Meter nach dem Grabenbeginn in einer Wiesenmulde am Spitzenhof auf dem rechten Hang vorbei; neben dem Bach steht hier ein Wasserhäuschen.
Gleich danach tritt der Bach in die walderfüllte Stelzersklinge ein. Nach einem weiteren Viertelkilometer auf Südlauf mündet von Nordnordwesten her eine etwa 0,6 km lange, erst zuletzt bewaldete und wohl meist trockene Bachklinge, die den Spitzenhof am Westrand passiert und in der dort ein unter 0,1 ha großer Teich liegt.
Anschließend wenden sich Stelzersklinge und der Stelzersklingenbach darin auf fast südöstliche Laufrichtung. Das Bachbett ist bis 4 m breit, zwischen steilen Lehmufern eingetieft, die an Prallhängen mehrere Meter Höhe erreichen können. In ihm liegt viel Geröll, zeitweilig versiegt wohl die Wasserführung. Nach einem knappen Kilometer in dieser Richtung schwenkt die Klinge wieder auf südlichen Lauf zwischen der flachen, beackerten Spornhöhe Hochfeld rechts und der schmalen Spornzunge Steige links, die den Stelzersklingenbach von der Klinge des teils nur noch einen Viertelskilometer östlich entfernten Ellbachs trennt, der ebenfalls südlich zum Kocher zieht. Der Wald setzt an der Talmündung ins Kochertal aus und der Bach passiert die östlichsten Häuser von Ernsbach, die unter dem teils mit Reben bepflanzten Kochertalhang Kirchberg rechts am Lauf liegen. Nach seinen letzten 200 Metern südwärts in einem baumbestandenen, geraden Graben über die rechte Flussaue mündet der Stelzersklingenbach auf etwa 186 m ü. NHN von rechts in den unteren Kocher.
Der 2,3 km lange Stelzersklingenbach mündet etwa 143 Höhenmeter unterhalb seines Ursprungs und hat auf dieser Strecke ein mittleres Sohlgefälle von etwa 61 ‰.

### Einzugsgebiet
Der Stelzersklingenbach hat ein etwa 1,5 Quadratkilometer großes Einzugsgebiet im Naturraum der Kocher-Jagst-Ebenen, dessen mit um 348 m ü. NHN größte Höhen an seiner Nordwestseite an der Trasse der frühgeschichtlichen Hohen Straße zwischen Kocher und Jagst liegen, die auf dem Höhenkamm zwischen Kocher und Jagst unter anderem durch den Wald Altes Ernsbach zieht. Auf der anderen Seite dieser auch hydrologisch bedeutendsten Wasserscheide entwässert der Bach durch die Pfaffenklinge unterhalb von Berlichingen zur Jagst. Wenig jenseits der längeren östlichen Wasserscheide vom nördlichsten Punkt bis fast zur Mündung grenzt das Einzugsgebiet des etwas größeren, fast parallel südwärts zum Kocher laufenden Ellbachs an. An der Westsüdwestseite ist der etwas fernere Bachkonkurrent der unterhalb des Stelzersklingenbachs in den Kocher einfließende Ernsbach. Der überwiegende Teil des Gebietes liegt im Unterraum Schöntaler Buchwald der Kocher-Jagst-Ebenen, der merklich kleinere mündungsnahe im Unterraum Unteres Kochertal.
Die geologisch höchste Schicht ist eine Lösssedimentinsel aus quartärer Ablagerung in Kammlage, die sich bis zum Spitzenhof hinab erstreckt. Der Bach selbst entsteht dagegen im Lettenkeuper (Erfurt-Formation) des Unterkeupers und schneidet sich nach schon eingetiefter Mulde etwa ab dem Spitzenhof in den Oberen Muschelkalk ein, in dem er über den größeren Teil seines Laufs in der anschließenden steilen und engen Stelzersklinge verbleibt. Erst gegen deren Ende liegt das Bett im Mittleren Muschelkalk, in der anschließenden Aue des Kochers dann in dessen Überschwemmungssedimenten. An Überhang aus seinem Tal in die Aue hat er auf dieser einen kleinen Schwemmfächer abgelagert.
Das Einzugsgebiet gehört mit seinem überwiegenden nordöstlichen Teil zur Gemeinde Schöntal, mit dem kleineren südwestlichen zur Gemarkung Ernsbach der Stadt Forchtenberg, die beide zum Hohenlohekreis gehören. Ein noch kleinerer, siedlungsfreier Teil im Norden, meistenteils Kammwald an der Wasserscheide des Kocher- zum Jagst-Einzugsgebiet, gehört zur Gemeinde Jagsthausen im Landkreis Heilbronn. Im Schöntaler Gebiet liegen der Weiler Spitzenhof etwas rechts des Laufs und wenige Häuser des Ortes Eichelshof diesseits der östlichen Wasserscheide, in der Ernsbacher Gemarkung wenige Häuser des Ortes Ernsbach.

### LUBW
Amtliche Online-Gewässerkarte mit passendem Ausschnitt und den hier benutzten Layern: Lauf und Einzugsgebiet des Stelzersklingenbachs

Allgemeiner Einstieg ohne Voreinstellungen und Layer: Daten- und Kartendienst der Landesanstalt für Umwelt Baden-Württemberg (LUBW) (Hinweise)
1. 1 2 3  Höhe nach dem Höhenlinienbild auf dem Hintergrundlayer Topographische Karte.
2. ↑  Länge nach dem Layer Gewässernetz (AWGN).
3. ↑  Einzugsgebiet abgemessen auf dem Hintergrundlayer Topographische Karte.
4. ↑  Länge abgemessen auf dem Hintergrundlayer Topographische Karte.
5. ↑  Seefläche nach dem Layer Stehende Gewässer.
6. ↑  Beschreibung des Bachs in seiner Klinge nach dem Layer Biotop.

### Andere Belege
1. ↑  Wolf-Dieter Sick: Geographische Landesaufnahme: Die naturräumlichen Einheiten auf Blatt 162 Rothenburg o. d. Tauber. Bundesanstalt für Landeskunde, Bad Godesberg 1962. → Online-Karte (PDF; 4,7 MB)
2. ↑  Geologie nach den Layern zu Geologische Karte 1:50.000 auf: Mapserver des Landesamtes für Geologie, Rohstoffe und Bergbau (LGRB) (Hinweise)